# Valentino Fashion Group
La Valentino Fashion Group è una società nata per raggruppare i marchi di moda del gruppo Marzotto nel 2005. 
La sede principale e della direzione creativa è a Roma, quella amministrativa a Valdagno nel vicentino e la legale a Milano.

## Storia
Nel 2005, tramite lo scorporo dalla Marzotto, è approdata alla Borsa Italiana.
Nel 2007, dopo la decisione dello stilista Valentino di ritirarsi dal mondo della moda il gruppo riorganizza il team creativo riconfermando Maria Grazia Chiuri e Pier Paolo Piccioli direttori creativi delle linee di accessori e affidando ad Alessandra Facchinetti il ruolo di direttore creativo per tutte le collezioni donna.
Alessandra Facchinetti lascia il suo ruolo nell'ottobre 2008, e viene sostituita da Maria Grazia Chiuri e Pier Paolo Piccioli.
Nel luglio 2012 la Red&Black Lux (società che controlla VFG e detenuta dal fondo Permira e dalla famiglia Marzotto) ha venduto la casa di moda Valentino e la licenza M Missoni alla società finanziaria Mayhoola for Investments del Qatar.

## Marchi
La società opera con i marchi Valentino, Hugo Boss, Uomo Lebole, Principe e, su licenza, Marlboro Classics (dal 1986 al 2013) e M Missoni. Dal 2010 è stato lanciato separatamente anche il marchio REDValentino, spin off del brand principale.

## Negozi
Valentino Fashion Group è presente in oltre 90 paesi, con oltre 150 punti vendita monomarca gestiti da terzi e 98 punti vendita gestiti direttamente.